# MonoTorrent
MonoTorrentは、クロスプラットフォームの.NET Standard 2.0互換のライブラリであり、BitTorrentプロトコルを実装している。その結果、MonoTorrentは、スマートフォン、IoT、その他のモバイルデバイスを含むすべての主要なオペレーティングシステム上でコンパイルおよび実行できる。
このライブラリの目的は、ユーザーが操作するための豊富なグラフィカルユーザインタフェースを提供することではなく、開発者がBitTorrentの仕様を自ら実装するという車輪の再発明を心配することなく、ライブラリを使用してGUIを作成できる豊富なプログラミングAPIを提供することである。
その結果、開発者はこのライブラリをさまざまなアプリケーションに容易に組み込むことができる。
このライブラリは、2006年のGoogle Summer of Codeで最初に開発された。現在、MonoのパブリックGitリポジトリに存在する。